# Карл-Фрідріх Волланке
Карл-Фрідріх Волланке (нім. Karl-Friedrich Wollanke; 10 жовтня 1884, Гамм — 7 березня 1968, Вісбаден) — німецький офіцер, контрадмірал крігсмаріне.

## Біографія
1 квітня 1903 року вступив на флот, пройшов підготовку на навчальному кораблі «Мольтке» (до 31 березня 1904), у військово-морському училищі та на спеціальних курсах, після чого з 1 жовтня 1905 року служив на лінкорі «Пруссія», з 1 жовтня 1906 року — на броненосці берегової оборони «Фрітьйоф». 1 жовтня 1907 року переведений на важкий крейсер «Шарнгорст», з 24 жовтня — вахтовий офіцер. З 29 вересня по 16 листопада 1910 року перебував у плаванні в Німеччину з Циндао. З 17 листопада 1910 року — вахтовий офіцер на навчальному кораблі «Вюртемберг». З 1 жовтня 1912 року служив при коменданті Фрідріхсорта. З 1 квітня 1914 року — вахтовий офіцер на лінкорі «Дойчланд», з 1 жовтня 1914 року — «Маркграф». Учасник Ютландської битви. З 31 березня по 21 червня 1919 року виконував обов'язки командира лінійного крейсера «Фон дер Танн», після чого був інтернований. 30 січня 1920 року звільнений.
4 лютого 1920 року переданий в розпорядження коменданта Кіля. З 31 травня 1920 року — командир роти 4-го батальйону берегової оборони. 17 серпня 1920 року направлений на крейсер «Гамбург», з 7 вересня — 1-й офіцер. З 27 лютого 1922 року — командир 2-го батальйону кадрової корабельної дивізії Північного моря. З 7 серпня 1922 року — 2-й офіцер Адмірлштабу (квартирмейстер), з 1 жовтня 1923 року — 1-й ад'ютант в штабі військово-морської станції «Нордзе». З 24 вересня 1925 року — командир 2-го батальйону берегової оборони, з 1 жовтня 1926 року — 2-го морського артилерійського батальйону. З 16 квітня 1928 року служив у відділі абверу Імперського військового міністерства. З 11 листопада 1929 року — комендант укріплень Емс-Мюндунга. 30 вересня 1932 року звільнений у відставку, проте наступного дня повернувся на флот як цивільний співробітник (з 1 жовтня 1933 року — офіцер земельної оборони, з 5 березня 1935 року — служби комплектування) і призначений у командування військового районі Штеттіна, з 1 жовтня 1933 року — економічний офіцер. З 1 квітня 1935 року — економічний інспектор 2-го військового округу. 6 травня 1937 року знову звільнений у відставку.
3 вересня 1939 року призваний на службу як офіцер у відставці і призначений комендантом берегової ділянки Мекленбургу. 11 грудня 1939 року відправлений в командний резерв. 21 лютого 1941 року переданий в розпорядження крігсмаріне. З 16 квітня 1941 року — директор технічного управління ОКМ з допоміжних кораблів при службі ВМС Гамбурга. 30 червня 1943 року остаточно звільнений у відставку.

## Звання
- Морський кадет (1 квітня 1903)
- Фенріх-цур-зее (15 квітня 1904)
- Лейтенант-цур-зее (28 вересня 1906)
- Оберлейтенант-цур-зее (27 березня 1909)
- Капітан-лейтенант (16 грудня 1914)
- Корветтен-капітан (1 квітня 1922)
- Фрегаттен-капітан (1 листопада 1928)
- Капітан-цур-зее (1 жовтня 1930)
- Контрадмірал запасу (30 вересня 1932)
- Контрадмірал до розпорядження (1 вересня 1941)

## Нагороди
- Медаль «Ліякат» (Османська імперія) — нагороджений двічі.
  - срібна (9 січня 1904)
  - срібна з шаблями
- Залізний хрест
  - 2-го класу (7січня 1916)
  - 1-го класу (4 грудня 1917)
- Ганзейський хрест (Гамбург; червень 1916)
- Військовий хрест Фрідріха-Августа (Ольденбург)
  - 2-го класу із застібкою «Перед ворогом» (червень 1916)
  - 1-го класу (грудень 1917)
- Орден «За військові заслуги» (Баварія) 4-го класу з мечами
- Галліполійська зірка (Османська імперія)
- Хрест «За вислугу років» (Пруссія) (25 років; жовтень 1921)
- Почесний хрест ветерана війни з мечами (жовтень 1934)
- Медаль «За вислугу років у Вермахті» 4-го, 3-го, 2-го і 1-го класу (25 років; 2 жовтня 1936) — отримав 4 нагороди одночасно.
- Хрест Воєнних заслуг
  - 2-го класу з мечами (30 січня 1942)
  - 1-го класу з мечами (30 січня 1943)